# Мангампет
Мангампет — найбільше у світі баритове родовище, знаходиться і Індії (штат Андхра-Прадеш). Містить 97 % баритових запасів країни.

## Характеристика
На родовищі Мангампет пластові рудні тіла залягають в протерозойських товщах згідно з нашаруванням. Покладів два; вони розташовані за 700 м один від одного, виконуючи ядра дрібних синклінальних складок. Північний поклад при довжині 750 м має потужність від 40 м (в центральній частині) до 5 м (в крайовій). Південний — довжиною 200 м має потужність до 12 м (в центральній частині). Підстилаючі і перекриваючі породи представлені вітрокластичними туфами. Генезис родовища вважається вулканогенним. Вміст бариту досягає 94 %. Компанія-власник — Andhra Pradesh Mining Development Corp. (APMDC).